# 武吉阿曼
武吉阿曼，是位于马来西亚吉隆坡市中心的一个区域，为马来西亚皇家警察总部所在地，同时也常作为该机构的代称，华人俗称「山顶」。武吉阿曼是全国警察总长与副警察总长、管理部、刑事调查部、内部安全与公共秩序部、毒品罪案调查部、商业罪案调查部、特别事务部（政治部）等部门的办公室所在地。马来西亚国家控制中心也设于此处。 

## 历史

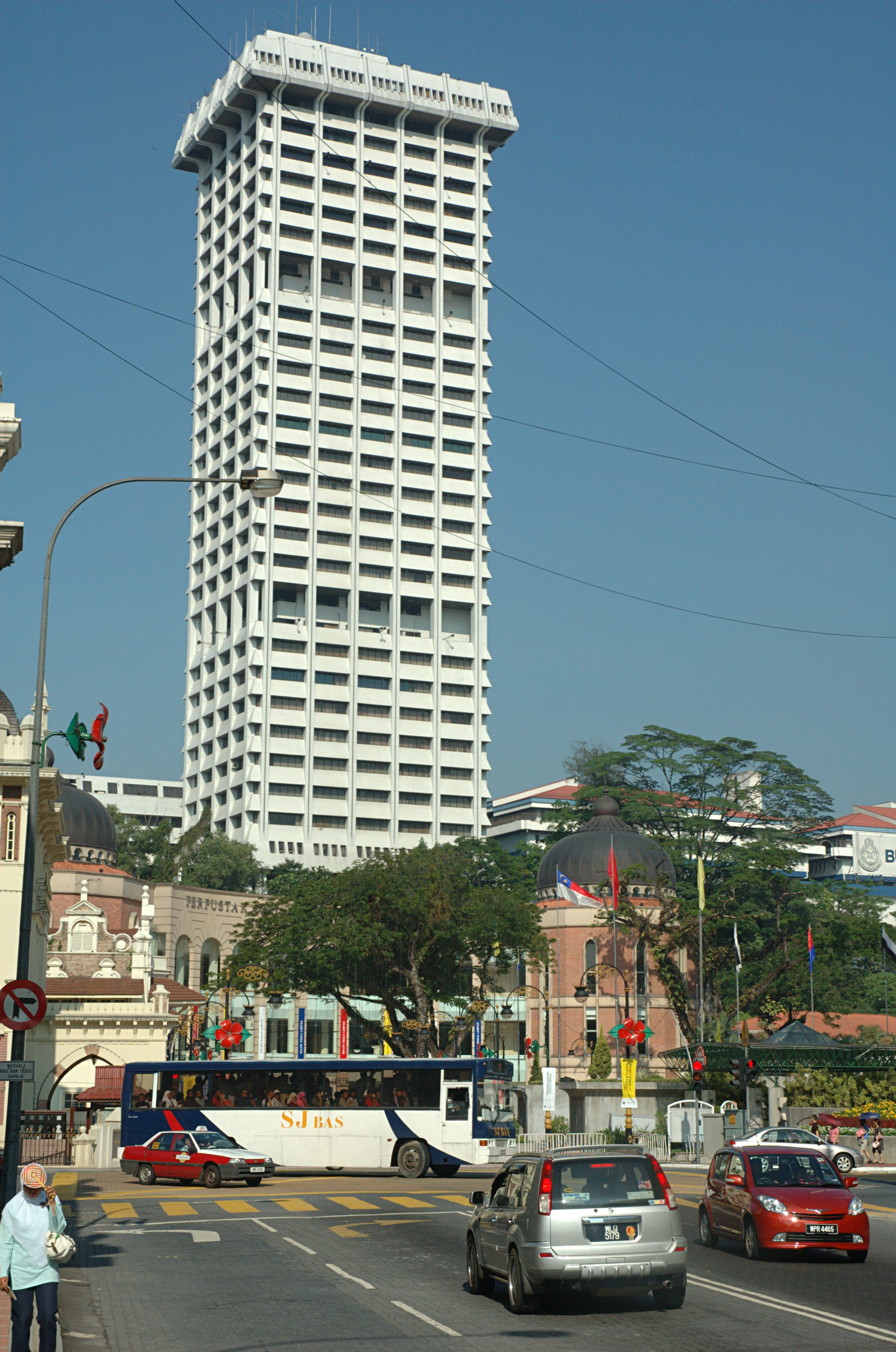
武吉阿曼警察总部第二大楼（RMP Bukit Aman Tower 2）

马来西亚皇家警察总部位于吉隆坡一座山丘上，山丘原名「武吉阿朗」，意为「煤炭山」。英殖民时期更名为「布拉夫山」，意为「峭壁山」。独立后更名为「武吉阿曼」，也译作「武吉亚曼」、「武吉安曼」等，意为「和平山」。华人俗称「山顶」。

### 1870年代–1896年
武吉阿曼在英殖民时期称为“布拉夫山”（Bluff Hill），是雪兰莪军事警察部队（Selangor Military Police Force, SMPF）的警局所在。布拉夫山警察局约建于1871年，曾参与雪兰莪内战，并曾在1872年被叛军占领。随着锡矿开采推动吉隆坡的迅速发展，雪兰莪军事警察部队总监斯也士（Charles Henry Syers）于1882年将总部由巴生迁至吉隆坡。当时雪兰莪军事警察部队在吉隆坡设有两座警察局：布拉夫路警察局（Bluff Road Police Station）和中央警察局（Central Police Station），后者位于半山芭路与哥洛士街（Cross Street，今敦陈修信路）的交汇处。最终布拉夫路警察局被选定为总部所在地。

### 1896年–1940年代
1896年7月1日，马来联邦各邦的警察部队统一合并为马来联邦警察部队（Federated Malay States Police, FMSP），原雪兰莪军事警察部队总部随之改为马来联邦警察部队的总部。1903年10月，该地设立了一座警察训练中心。1908年，成立了最早的两个警察部门：侦查科（Detective Branch）与犯罪记录登记科（Criminal Record Registration Branch）。1940年，警察训练中心迁至來福槍靶路（Riffle Range Road），即今日士马叻路（Jalan Semarak）的马来西亚警察训练中心。

### 二战时期
二战期间，布拉夫路警察局曾作为马来亚司令部的指挥中心，用以组织对马来半岛的防御行动。日军占领马来亚后，马来联邦警察部队自雪兰莪撤退，并暂时迁往新加坡。在日本占领马来亚期间，布拉夫路警察局被用作日本帝国陆军在马来亚的总部。

### 二战后
随着日本投降，布拉夫路警察局归还予英属政府管理，之后它成为马来亚联邦警察（Malayan Union Police）的总部。在马来亚独立后，该警局成为联邦警察部队（Federation Police Force）的总部所在地。“布拉夫山”（Bluff Hill）随后恢复原称“武吉阿朗”（Bukit Arang），不过布拉夫路警察局的名称仍保留不变。1975年3月25日，时任全国总警长莫哈末韩聂夫·奥玛将布拉夫路警察局正式更名为“武吉阿曼”（Bukit Aman）马来西亚皇家警察总部。

## 部门单位

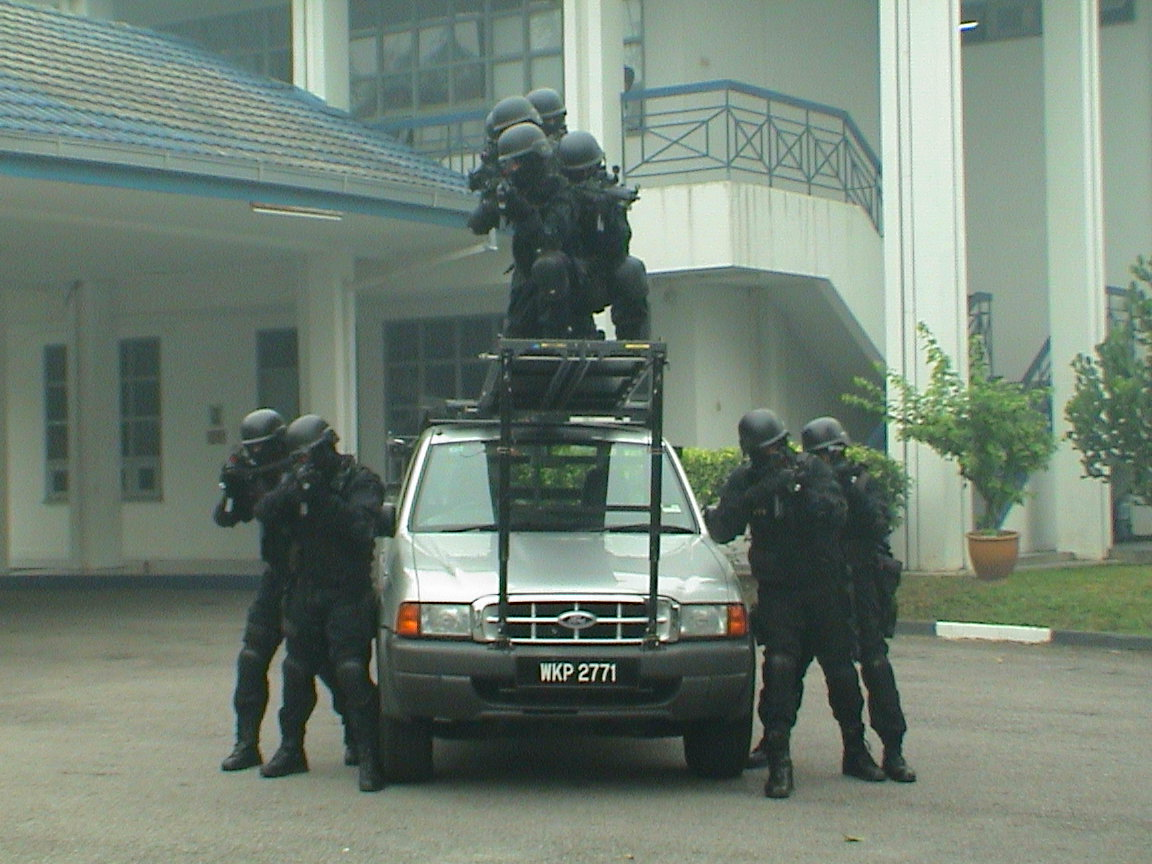
特别行动组在武吉阿曼特别行动训练中心前合影。

马来西亚全国总警长（Inspector-General, IG）、副总警长（Deputy Inspector-General, DIG），以及多个警察部门总监的办公室皆设于武吉阿曼：
- 管理部（Management Department）
- 特别事务部（俗称政治部，Special Branch）
- 刑事调查部（Criminal Investigation Department）
- 内部安全与公共秩序部（Internal Security and Public Order Department）
- 商业罪案调查部（Commercial Crime Investigation Department）
- 毒品罪案调查部（Narcotics Crime Investigation Department）
- 后勤与技术部（Logistics and Technology Department）
- 诚信与标准合规部（Integrity and Standards Compliance Department）
- 预防犯罪与社区安全部（Crime Prevention and Community Safety Department）
- 交通执法与调查部（Traffic Enforcement and Investigation Department）

除了上述主要部门外，武吉阿曼亦驻有多个警察单位，包括：
- 特别行动指挥部（Special Operations Command）
  - 特别行动组（Special Actions Unit）
- 武吉阿曼交通组（Bukit Aman Transportation Branch）
- 武吉阿曼训练组（Bukit Aman Training Section）